# Karolingische versterking (Maastricht)

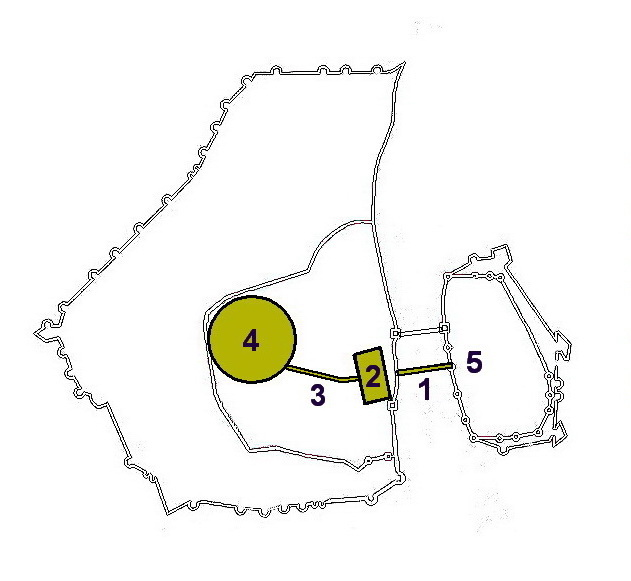
Vroegmiddeleeuws Maastricht met Romeinse brug (1), castellum (2), Via Regia (3) en versterkt St-Servaascomplex (4). Op de rechteroever Wyck (5)

Met de Karolingische versterking van Maastricht wordt de veronderstelde wal, ringwalburg of castrummuur uit de Karolingische tijd bedoeld in de Nederlandse stad Maastricht. De versterking werd volgens sommige historici in de 9e eeuw aangelegd in een cirkel om de Sint-Servaasabdij om deze – met de eventueel aanwezige koninklijke bezittingen – te beschermen tegen vijandige aanvallen. De wal werd mogelijk bij de plundering van Maastricht (881) door de Vikingen verwoest en een halve eeuw later door hertog Giselbert II vernieuwd. Voor het bestaan van de wal bestaat geen overtuigend bewijsmateriaal.

## Maastricht in de Karolingische tijd

### Koningen, bisschoppen en hertogen
Sinds eind 20e eeuw is de visie van historici op de vroegmiddeleeuwse ontwikkeling van Maastricht sterk veranderd. Gingen Piet Leupen en Titus Panhuysen er tot die tijd van uit dat het laat-Romeins castellum een hoofdrol bleef spelen in de stadsontwikkeling, tegenwoordig neigt men ernaar een grotere rol toe te kennen aan een versterkt Sint-Servaascomplex in combinatie met een handelsnederzetting op een nog onbekende locatie, wellicht in Wyck. Met name de publicaties van de Leidse mediëvist Frans Theuws hebben daarbij tot nieuwe inzichten geleid.
Maastricht behoorde in de 9e eeuw, samen met de oude Maassteden Hoei, Dinant en Namen, en de relatief jonge steden Luik en Aken, tot de belangrijke centra van de Maasgouw, het kernland van de Karolingers binnen het Frankische rijk. Tot 1202 was het gebied rondom de Sint-Servaasabdij, later Sint-Servaaskapittel of -stift genoemd, stevig in handen van de Duitse koningen, die in de nabijheid van de kerk waarschijnlijk een palts bezaten.

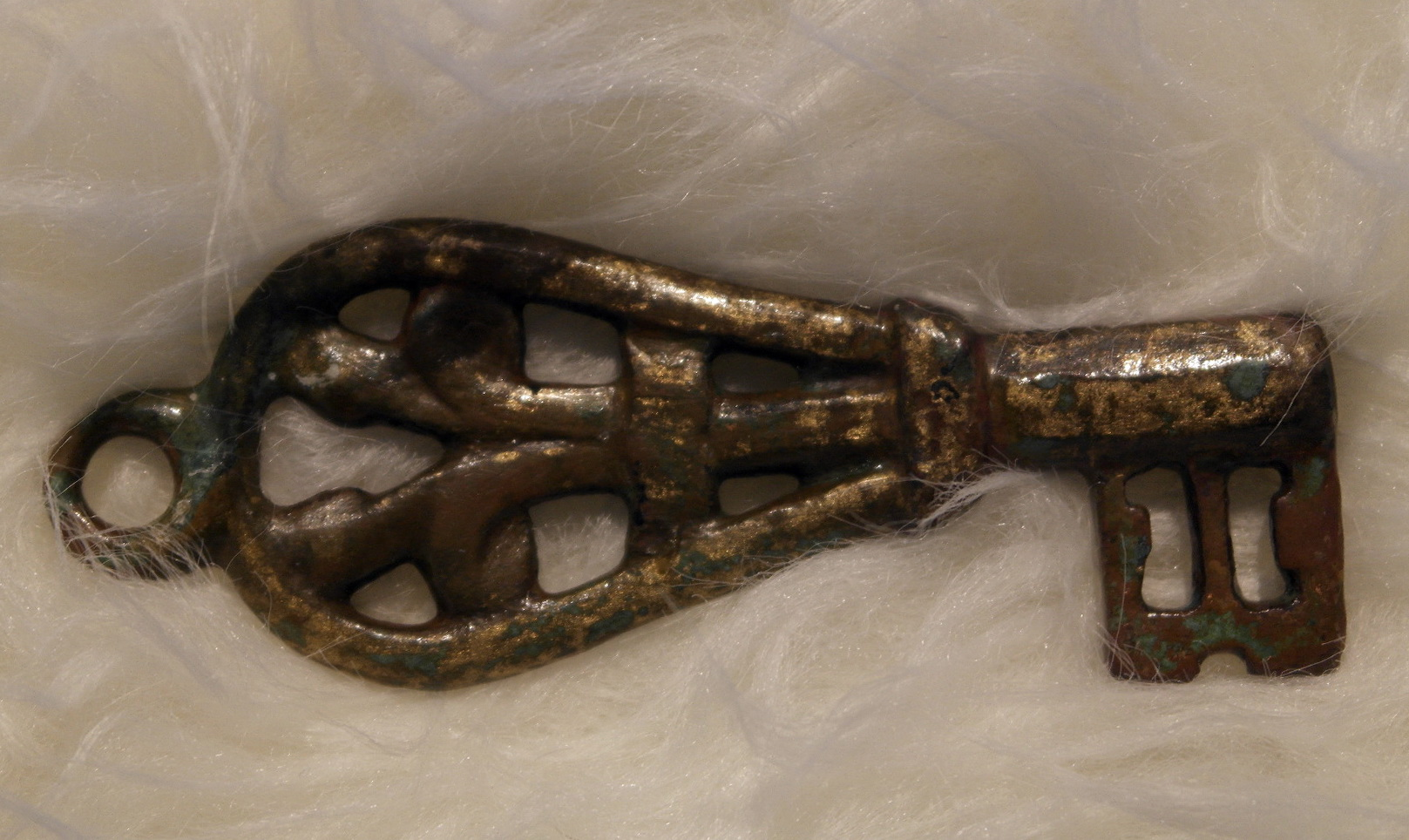
9e-eeuwse bronzen sleutel, gevonden bij het castellum (collectie Centre Céramique)

Daarnaast bestonden er in die tijd in Maastricht twee of drie andere centra: een bisschoppelijk, een hertogelijk (onzeker) en een burgerlijk centrum. Over de positie van de Luikse bisschoppen in het 9e-eeuwse Maastricht is weinig bekend. Het Luikse machtsgebied concentreerde zich op de Onze-Lieve-Vrouwekerk, de voormalige bisschopskerk van het bisdom Maastricht, waarvan de zetel omstreeks 800 definitief verplaatst werd naar Luik. De oude bisschopskerk van Maastricht stond, volgens Theuws, na het vertrek van de bisschoppen en het afbreken van het laat-Romeins castellum als een eenzaam baken in een desolaat landschap.
Over een mogelijk hertogelijk machtscentrum in Maastricht in deze tijd is weinig met zekerheid te zeggen. De 11e-eeuwse schrijver Jocundus vermeldt dat Maastricht de hoofdstad was van de Lotharingse hertogen (uit het Huis der Reiniers). Giselbert I, vanaf 841 graaf van de Maasgouw, wordt gezien als de stamvader van dit geslacht, maar of hij een eigen palts bezat in Maastricht, zoals later zijn opvolgers, valt te betwijfelen. Evenmin kan worden aangetoond dat gedurende zijn bewind het Sint-Servaascomplex versterkt werd.
Waar zich  in deze tijd het burgerlijke centrum bevond, de portus en de vicus, is nog niet met zekerheid vastgesteld, hoewel Wyck een sterke kandidaat lijkt. Dit zou als een vierde machtscentrum binnen het Karolingische Maastricht kunnen worden beschouwd. De onversterkte(?) vicus is waarschijnlijk door de Noormannen in 881 verwoest. In hoeverre ditzelfde lot de andere Maastrichtse centra getroffen heeft, is niet bekend. In het Romeins castellum zijn geen brandsporen aangetroffen en in de schatkamer van Sint-Servaas bevinden of bevonden zich voorwerpen die daar al vóór 881 aanwezig waren.

### Sint-Servaasabdij en koninklijke palts

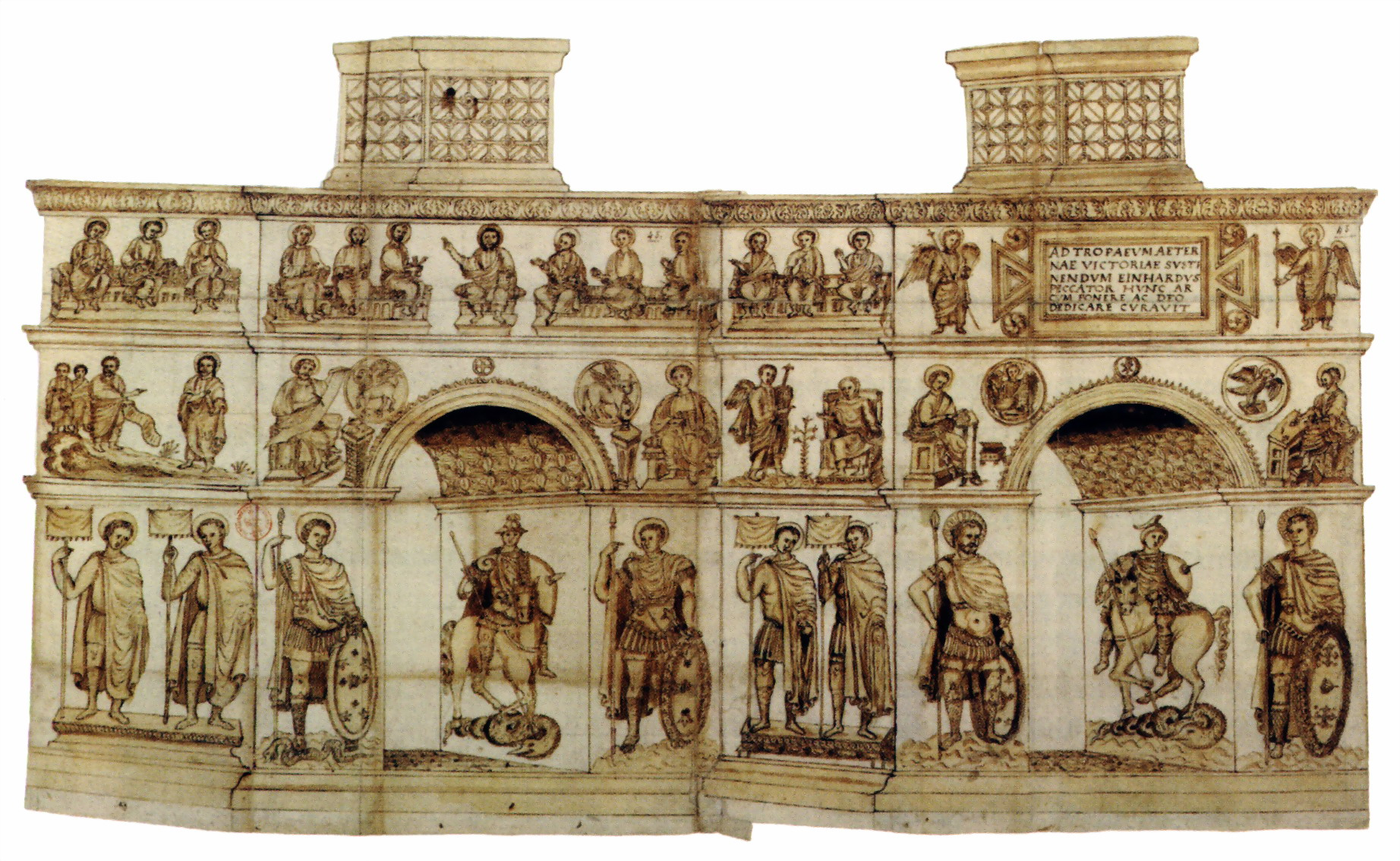
Tekening van de door Einhard geschonken Arcus Einhardi (Bibliothèque nationale de France)

De oudste Sint-Servaaskerk werd waarschijnlijk omstreeks 560 door bisschop Monulfus gebouwd boven het vermoedelijke graf van Sint-Servaas. Deze kerk werd een eeuw later vervangen door een grote basilica. Waarschijnlijk is hier in de loop van de 7e of 8e eeuw een monasterium, een abdij aan verbonden. Uit het feit dat abt Wando van de abdij van Saint-Wandrille ('Fontenelle') in 719 door de Karolinger Karel Martel naar deze abdij werd verbannen, kan worden afgeleid dat de Karolingen toen al zekere rechten over kerk en klooster van Sint-Servaas hadden. Dit was zeker het geval in de 9e eeuw, toen Alcuinus en Einhard, beiden vooraanstaande hovelingen aan het Akense koningshof, in Maastricht lekenabt waren. In de schatkamer van de Sint-Servaasbasiliek getuig(d)en de Einhardsboog (Arcus Einhardi), de Sint-Servaassleutel en de relieken van de heiligen Marcellinus en Petrus van deze Karolingische connecties.

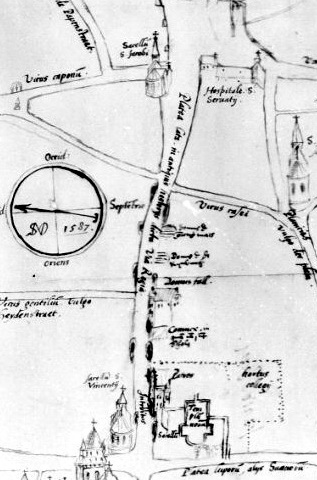
Bredestraat (Platea Lata) omstreeks 1580, "voorheen Via Regia genoemd"

Rond deze tijd werd de abdij omgevormd tot een kapittel (of stift) met seculiere kanunniken, hoewel nog tot ver in de 10e eeuw gesproken werd van abbatia sancti Servatii. Tussen 830 en 870 wordt de abdij in geen enkele schriftelijke bron genoemd. In 870 komt de Sint-Servaaskerk door het Verdrag van Meerssen aan West-Francië, maar zeven jaar later maakt Lodewijk III, koning van Oost-Francië, zich meester van het gebied, het latere hertogdom Lotharingen. In 889 schenkt koning Arnulf van Karinthië het Sint-Servaasstift aan de bisschoppen van Trier, maar aan het eind van de eeuw blijkt de abdij in het bezit te zijn van het Huis der Reiniers, een machtig adellijk geslacht in Lotharingen. In de 11e en 12e eeuw is het kapittel weer rijksbezit.
Over het bestaan en de locatie van een koninklijke palts in Maastricht wordt al bijna twee eeuwen gespeculeerd. De aanwezigheid van een Merovingische palts wordt verondersteld, omdat verschillende koningen hier tussen 595 en 695 hofdagen hielden en de infrastructuur voor de ontvangst van de deelnemers er blijkbaar was. Of deze infrastructuur ook in de Karolingische tijd nog aanwezig was, is onzeker. Volgens de meeste auteurs lag de koningspalts aan de zuidzijde van het Vrijthof in de onmiddellijke nabijheid van de Sint-Servaaskerk, ofwel op de plek van het 12e-eeuwse Sint-Servaasgasthuis, ofwel op de plek van de Sint-Janskerk, tegenover het Bergportaal van de Sint-Servaaskerk (het 'koningsportaal'). Nog in de 16e eeuw herinnerde men zich de oude naam van de verbindingsweg tussen het Vrijthof en de Maas als Via Regia (koninklijke weg). Bij de Romeinse brug lag de Porta Regia, de koninklijke poort.
Hoewel niet met zekerheid kan worden gesteld dat in Karolingisch Maastricht een koninklijke palts aanwezig was, was er in elk geval een centrale hof van de koninklijke fiscus (grondbezit) gevestigd, wellicht een restant van een ouder koninklijk domein. Dit domein zou tot aan het einde van het ancien régime blijven voortbestaan als de graafschap van de Vroenhof, hoewel het na 1202 geen koninklijk bezit meer was. Het centrum van de Vroenhof, de zogenaamde Hof van Lenculen, lag in de 12e eeuw net buiten de Lenculenpoort.

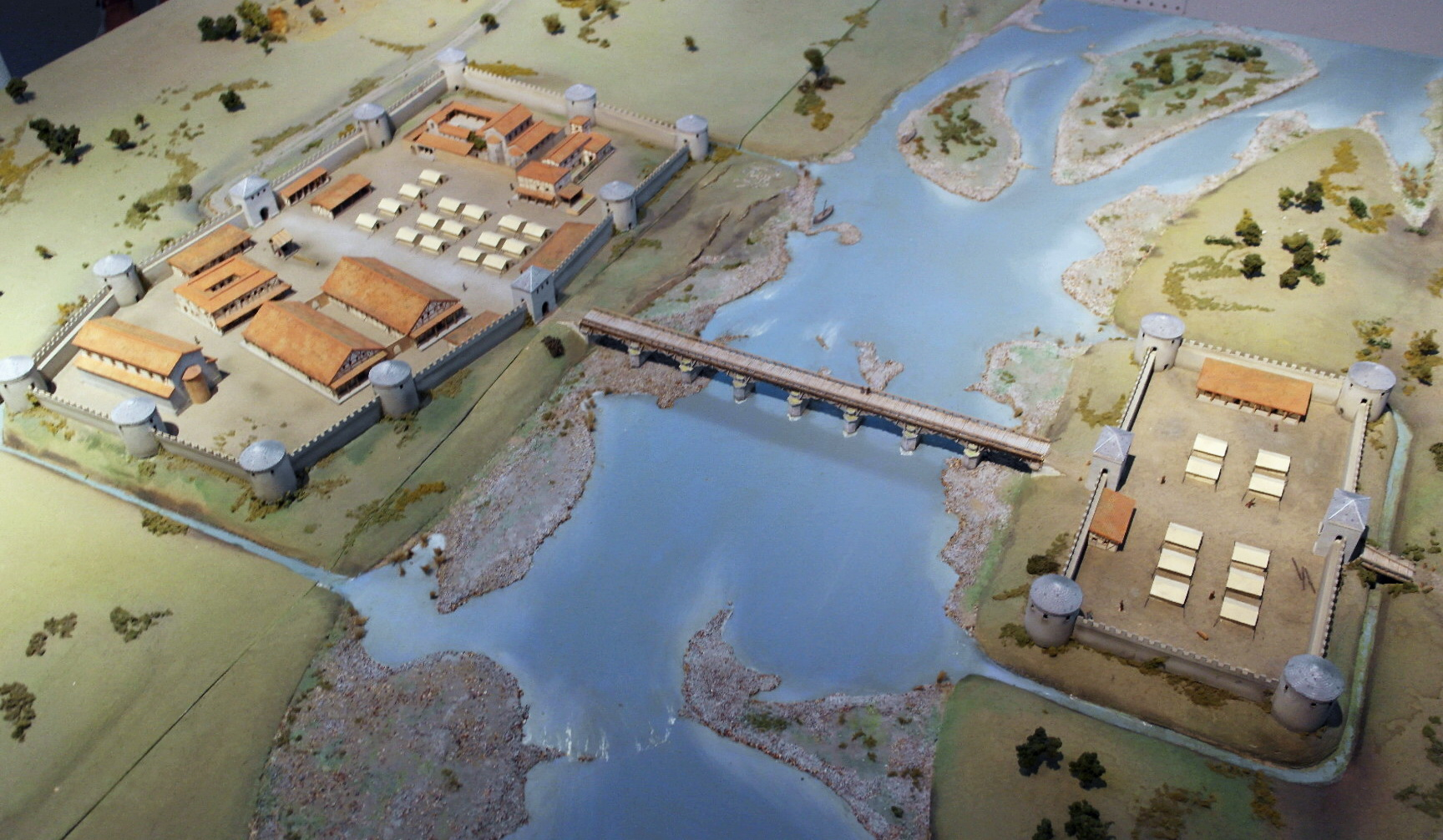
Maquette Romeinse brug en castellum. Het castellum op de Wycker oever (rechts) is hypothetisch

### Romeins castellum en vicus Wyck
Sinds het jaar 333 na Chr. lag in het huidige Stokstraatkwartier een laat-Romeinse versterking met tien torens en twee poorten. Het Maastrichtse castellum diende voornamelijk om de oude Romeinse brug over de Maas te beschermen, een functie die het waarschijnlijk nog tot de Karolingische tijd bleef vervullen. Wellicht werd het bij de plundering door de Vikingen in 881 verwoest. In de 9e of 10e eeuw werd het in elk geval tot op de fundamenten afgebroken.
Rondom het castellum zijn dikke ophogingslagen met sporen van bewoning uit de gehele Merovingische periode aangetroffen. Binnen het fort ontbreken ophogingslagen van de 6e tot begin 8e eeuw. Dit zou kunnen duiden op extensief gebruik van het castellum in deze periode, bijvoorbeeld als bisschoppelijke residentie. Vanaf het moment dat de bisschopszetel naar Luik wordt overgebracht, worden er in het Maastrichtse castellum weer bewoningssporen aangetroffen. De vraag hoe het Maastrichtse castellum, dat na het vertrek van de Romeinen waarschijnlijk koninklijk bezit was, uiteindelijk in handen van de Luikse bisschoppen geraakte - en hoe de Sint-Servaasabdij, een bisschoppelijke stichting, koninklijk bezit werd - kan voorlopig nog niet worden beantwoord. Door onder anderen Piet Leupen is als verklaring een bezitsruil voorgesteld.
Daarnaast zou het op de rechter Maasoever gelegen Wyck ("vicus") de door Einhard beschreven handelsnederzetting van Karolingisch Maastricht zijn geweest. Het in het Verdrag van Meerssen (870) genoemde districtus Trectis zou betrekking kunnen hebben op Wyck. Door riviererosie is een groot deel van Wyck, wellicht inclusief delen van de vroegmiddeleeuwse handelsnederzetting, verdwenen in de Maas.

## Wel of geen Karolingische versterking?
Een belangrijk argument voor het bestaan van een vroegmiddeleeuwse versterking rondom het Sint-Servaascomplex is de relatief late bouw van de eerste middeleeuwse stadsmuur (vanaf 1229). Sommige auteurs geven als verklaring hiervoor het nog intact zijn van oudere versterkingen.
Een andere aanwijzing voor het bestaan van een Karolingisch fort in Maastricht zou de aanduiding castrum (fort) in enkele 9e- en 10e-eeuwse handschriften kunnen zijn. Zo wordt in 833-840 in de annalen van Fontanelle de terugkeer (in 747) van abt Wando uit Traiecto castro vermeld. In 908 gebruikt Regino van Prüm dezelfde term in zijn relaas over de vikingaanvallen van 881 en 891. Historici als Piet Leupen en Frans Theuws gaan ervan uit dat met dit castrum niet het laat-Romeinse castellum wordt bedoeld, maar een versterkte Sint-Servaasabdij.
Een derde aanwijzing is het bericht van Jocundus, de niet altijd even betrouwbare 11e-eeuwse schrijver van de Actus Sancti Servatii (handelingen van Sint-Servaas), dat hertog Giselbert II rond 930 een "nieuwe muur" (novum murum) om het monasterium (de abdij, het stift) en het imperatoris palatium (de keizerlijke palts) bouwde. Deze Ottoonse muur werd kennelijk voorafgegaan door een eerdere muur, bijvoorbeeld een Karolingische versterking.
Tegenstanders wijzen op het ontbreken van overtuigend archeologisch bewijsmateriaal.

## Locatie Karolingische versterking

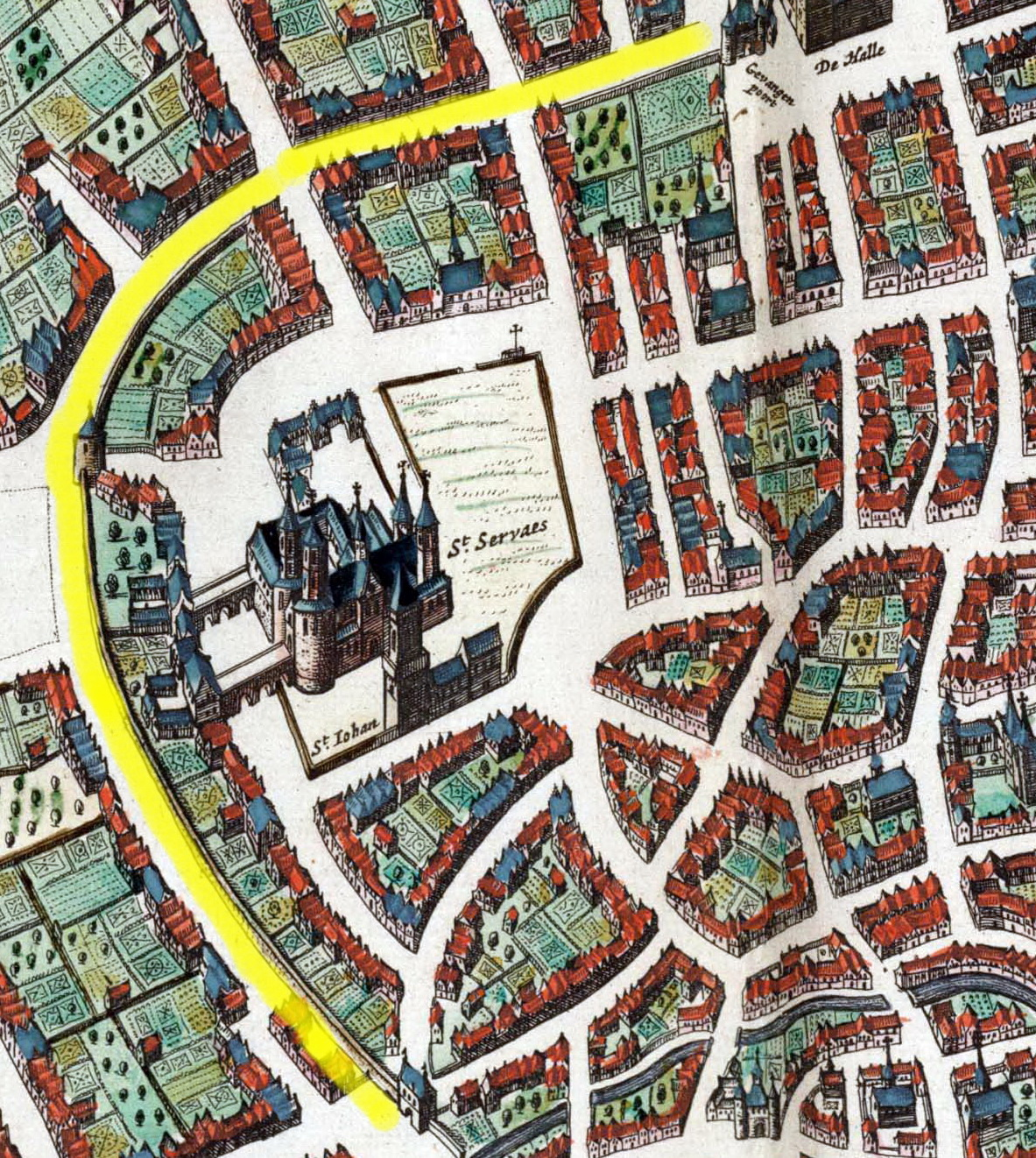
Detail kaart Atlas van Loon (1652) met gebogen verloop eerste stadsmuur, wellicht ook van de Karolingische wal

Jocundus geeft geen aanwijzingen over het verloop van de "nieuwe muur". Het lijkt logisch dat zowel de Karolingische als de Ottoonse versterkingen in elk geval het Sint-Servaascomplex omsloten. De middeleeuwse benaming Boichgraeve of Borchgraeve voor de (droge) gracht langs de muur aan de oostzijde van het Sint-Servaascomplex zou kunnen verwijzen naar een oudere vestingmuur. In 1980 vond op een terrein aan het Sint Servaasklooster, na de sloop van een deel van het klooster van de Zusters Onder de Bogen, een archeologische opgraving plaats door het nieuwgevormde Gemeentelijk Oudheidkundig Bodemonderzoek Maastricht (GOBM) onder leiding van stadsarcheoloog Titus Panhuysen. Naast diverse laat-Romeinse en Merovingische graven met grafgiften en muurresten van de 12e-eeuwse Proosdij van Sint-Servaas, troffen de archeologen een zware dubbele muur uit de late 9e-11e eeuw aan, mogelijk een restant van de Karolingische versterking, door Giselbert II in de 10e eeuw vernieuwd.
Aangenomen mag worden dat de wal ook een eventueel aanwezige koningspalts beschermde. In 1825 werden aan de oostkant van het Vrijthof zware fundamenten en restanten van een met palen beschoeide gracht gevonden, toen daar het Sint-Servaasgasthuis werd gesloopt. Door 19e-eeuwse auteurs werd met deze vondst het bestaan van een koninklijke palts bewezen geacht. Tegenwoordig wordt er rekening mee gehouden dat in 1825 wellicht een vroegmiddeleeuwse wal is opgegraven. Verder bestaan er geen tastbare aanwijzingen voor het bestaan van een Karolingische versterking, hoewel Theuws de mogelijkheid open houdt dat de in 1988 opgegraven fundamenten achter het Generaalshuis geen hertogelijke palts maar restanten van een vroege stadsmuur betreffen.
Volgens de historicus en rijksarchivaris Herman Hardenberg omsloot de vroegmiddeleeuwse versterking slechts het grondgebied van de latere immuniteit van de Sint-Servaaskerk. Theuws vermoedt dat het versterkte gebied groter was en ziet in het stratenpatroon van Maastricht en het verloop van de eerste middeleeuwse stadsmuur mogelijke aanwijzingen voor de locatie van de (ring)wal. Theuws poneert de hypothese dat de ronde uitstulping aan de westzijde van de eerste stadsmuur de plaats zou kunnen aangeven van een 9e-eeuwse ringwalburg om de Sint-Servaasabdij.